# Jackson Tchatchoua
Jackson Tchatchoua (Elsene, 23 juni 2001) is een Belgisch voetballer die in het seizoen 2023/24 door Sporting Charleroi wordt uitgeleend aan Hellas Verona. Tchatchoua speelt op de positie van flankaanvaller.

## Clubcarrière
Tchatchoua ondertekende in juni 2021 zijn eerste profcontract bij Sporting Charleroi. Een maand later maakte hij zijn profdebuut: op 24 juli 2021 liet trainer Edward Still hem op de openingsspeeldag van de Jupiler Pro League tegen KV Oostende in de slotfase invallen voor Jules Van Cleemput. Na vier invalbeurten kreeg hij op de vijfde competitiespeeldag tegen Zulte Waregem zijn eerste basisplaats. Op de zevende speeldag was hij tegen KAA Gent goed voor twee assists, waardoor hij een stevige voet had in de 2-3-zege. Op de negentiende speeldag scoorde hij zijn eerste doelpunt in de Jupiler Pro League: tegen KRC Genk opende hij de score. Tchatchoua klokte in zijn debuutseizoen af op 34 officiële wedstrijden, waarin hij eenmaal scoorde.
In juni 2022 werd het contract van Tchatchoua verlengd tot 2026. Ook in het seizoen 2022/23 wisselde hij periodes van basisplaatsen af met periodes van invalbeurten. Tchatchoua speelde dat seizoen ook twee wedstrijden met de Zébras Elites, het beloftenelftal van de club, in Eerste nationale.

## Clubstatistieken
| Seizoen         | Club               | Land            | Competitie         | Competitie | Competitie | Beker | Beker | Supercup | Supercup | Europees | Europees | Totaal | Totaal |
| Seizoen         | Club               | Land            | Competitie         | Wed.       | Dlp.       | Wed.  | Dlp.  | Wed.     | Dlp.     | Wed.     | Dlp.     | Wed.   | Dlp.   |
| --------------- | ------------------ | --------------- | ------------------ | ---------- | ---------- | ----- | ----- | -------- | -------- | -------- | -------- | ------ | ------ |
| 2021/22         | Sporting Charleroi | Vlag van België | Jupiler Pro League | 33         | 1          | 1     | 0     | —        | —        | —        | —        | 34     | 1      |
| 2022/23         | Sporting Charleroi | Vlag van België | Jupiler Pro League | 29         | 1          | 1     | 0     | —        | —        | —        | —        | 30     | 1      |
| 2022/23         | Zébras Elites      | Vlag van België | Eerste nationale   | 2          | 0          | —     | —     | —        | —        | —        | —        | 2      | 0      |
| 2023/24         | → Hellas Verona    | Vlag van Italië | Serie A            | 2          | 0          | 0     | 0     | —        | —        | —        | —        | 2      | 0      |
| Carrière totaal | Carrière totaal    | Carrière totaal | Carrière totaal    | 66         | 2          | 2     | 0     | 0        | 0        | 0        | 0        | 68     | 2      |

Bijgewerkt op 26 oktober 2023.
1 Montipò ·
3 Frese ·
4 Daniliuc ·
5 Faraoni  ·
6 Belahyane ·
7 Lambourde ·
8 Lazović ·
9 Sarr ·
10 Mitrović ·
11 Tengstedt · 
12 Bradarić ·
13 Cruz ·
14 Livramento ·
15 Okou ·
16 Chiesa ·
17 Sishuba ·
18 Harroui ·
20 Kastanos ·
21 Silva ·
22 Berardi ·
23 Magnani ·
25 Serdar ·
27 Dawidowicz ·
28 Luna ·
29 Alidou ·
31 Suslov ·
33 Duda ·
34 Perilli ·
35 Mosquera ·
38 Tchatchoua ·
42 Coppola ·
72 Ajayi ·
80 Cissé ·
82 Corradi ·
87 Ghilardi ·
99 Nwanege ·
Coach: Baroni
· Assistent-coach: Bocchetti